# Semiothisa sexmaculata
Semiothisa sexmaculata là một loài bướm đêm trong họ Geometridae.